# Pteridospermae
El término "helechos con semilla" o pteridospermas, ha sido aplicado a una amplia variedad de espermatofitas (plantas con semilla) ancestrales, hoy conservadas en el registro fósil, que se caracterizaban por tener hojas grandes, parecidas a las frondes de los helechos, pero portadoras de semillas verdaderas (Stewart y Rothwell 1993, Taylor y Taylor 1993). 
Hoy está claro que todos estos fósiles no necesariamente están relacionados entre sí, y que una serie de helechos con semilla del Paleozoico forman un grupo parafilético en la base del árbol filogenético de las plantas con semilla.
Son plantas que se desarrollaron en el Carbonífero y Pérmico, pudiendo remontarse al Devónico Tardío tras el descubrimiento de fósiles de Elkinsia y sus últimos representantes relictos se extinguieron en el Eoceno, de acuerdo a los fósiles encontrados en Tasmania.
Este grupo fue inicialmente denominado Cycadofilices (cícada-helecho) por el paleobotánico Henry Potonié en 1899, quien sugirió que era un grupo intermedio entre cícadas y helechos. Poco después, en 1904, varias investigaciones redefinieron este grupo, destacando la presencia de semillas y de frondas similares a la de los helechos, por lo que se les denomina "helechos con semillas", Pteridospermae, división Pteridospermatophyta o clase Pteridospermopsida. Así pues, este grupo está más cerca de las actuales espermatofitas que de los helechos.

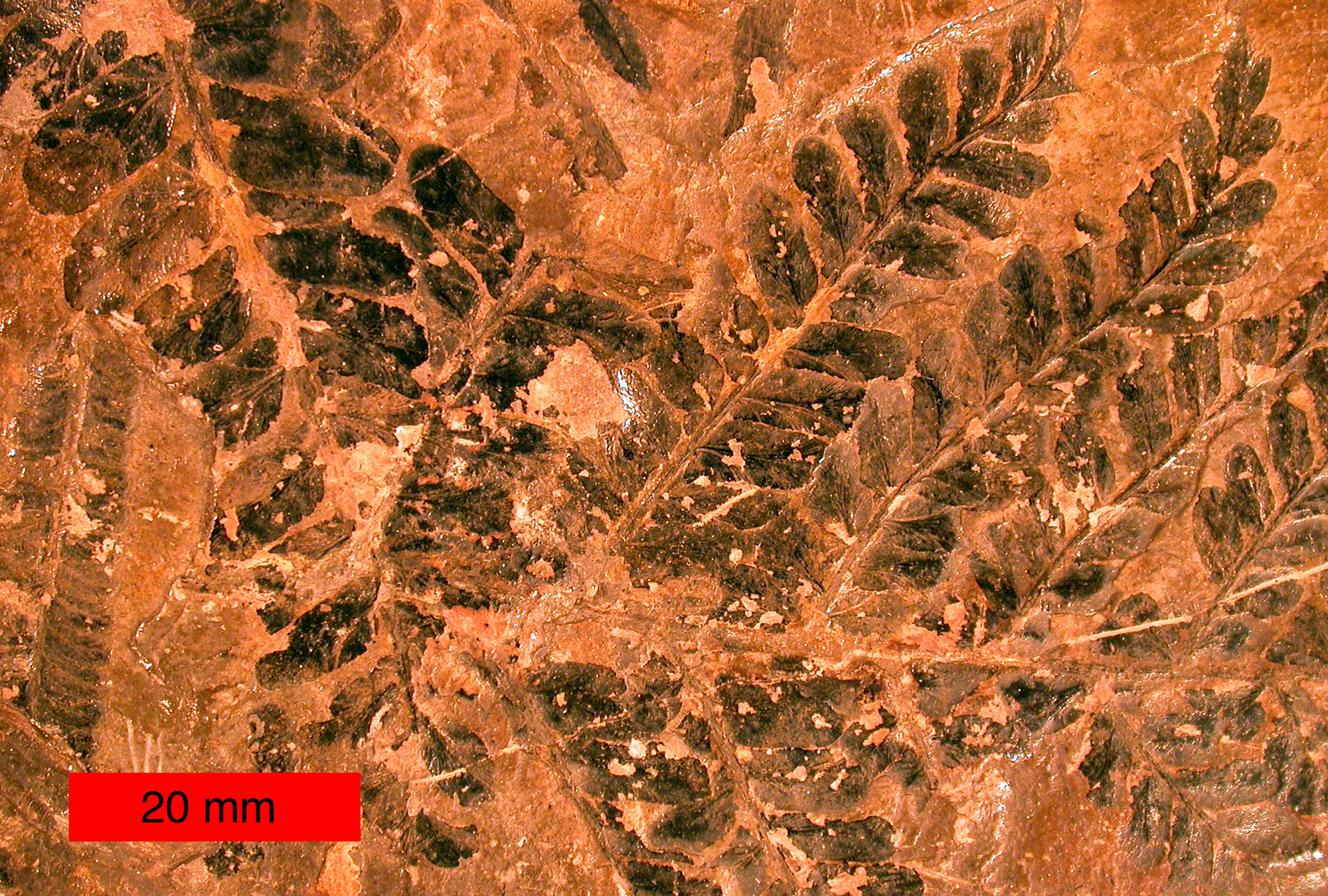
Neuropteris, del orden Medullosales.

La abundancia de estos fósiles provenientes del Carbonífero hizo que en el siglo XIX se conociera este periodo como la "era de los helechos", cuando en realidad debería llamársele más propiamente la "era de las pteridospermas".
Debido a que establecer las relaciones entre los diferentes grupos de plantas fósiles resulta con frecuencia especulativo, muchos paleobotánicos extienden el grupo para incluir diversos órdenes que si bien presentan semillas, no se definen dentro de las angiospermas ni gimnospermas vivientes; por lo que se incluyen plantas que no necesariamente presentan hojas con la morfología característica de los helechos, sino que sus hojas son enteras como en Glossopteridales o Gigantopteridales.
Durante el Mesozoico, al menos cuatro grandes órdenes de "helechos con semilla" poblaron la tierra:
- Umkomasiales/Corystospermales (Pérmico-Triásico-Eoceno?): Los primeros registros de este grupo se conocen para el Pérmico de Jordania. Sin embargo, este grupo fue especialmente abundante durante el Triásico del Hemisferio Sur, donde fueron los constituyentes principales de las denominadas "Floras de Dicroidium". La asociación de órganos característicos para este grupo lo conforman Dicroidium (hoja bifurcada), Pteruchus (órgano polínico) y Umkomasia (órgano ovulífero).[4] Otros géneros (e.g. Pteroma, Pachypteris, Archangelskya) han sido atribuidos a este grupo, pero tales hipótesis nunca han sido puestas a prueba mediante estudios filogenéticos. Si bien no hay registros certeros de Umkomasiales post-triásicas, se ha propuesto que Komlopteris cenozoicus del Eoceno de Tasmania sería su representante más reciente.
- Peltapermales (Carbonífero-Triásico): Este es el grupo más diverso de los denominados "helechos con semilla Mesozoicos", con varios linajes distribuidos en ambos hemisferios. Su linaje mejor conocido es el que incluye a los géneros Lepidopteris (hoja pinnada), Antevsia (órgano polínico) y Peltaspermum (órgano ovulífero), particularmente abundante en el Triásico del Hemisferio Sur.[4] Otra asociación de órganos muy bien estudiada es la conformada por Dejerseya (hojas), Townrovia (órgano polínico) y Matatiella (órgano ovulífero), hallados en rocas del Triásico de la Antártida y otras localidades sud-hemisféricas.[5]
- Petriellales: (Triásico): Las Petriellales son un grupo compacto de helechos con semilla conformados por Rochipteris/Kannaskoppifolia (hoja), Kannaskoppianthus (órgano polínico) y Petriellaea (órgano ovulífero).[6] Petriellaea es conocido con base a ejemplares anatómicamente preservados de la Antártida, mientras que las hojas y órganos polínicos solo se conocen a partir de impresiones de la Antártida y Sudáfrica.[6][7]
- Caytoniales (Triásico-Cretácico): Este grupo vivió durante la gran mayoría del Mesozoico sin llegar a ser nunca dominante. Fue originalmente descrito con base a ejemplares del Jurásico Medio de Yorkshire, incluyendo a los géneros Sagenopteris (hoja compuesta con cuatro folíolos), Caytonanthus (órgano polínico) y Caytonia (órgano ovulífero).[8] Este grupo ha sido propuesto en numerosas oportunidades como el grupo hermano de las angiospermas, basado no solo en estudios morfo-anatómicos sino también filogenéticos.[9] Este grupo es principalmente conocido con base en ejemplares del Hemisferio Norte, pero se ha probado que el mismo linaje de Caytoniales también se encontraba presente en el Hemisferio Sur durante el Jurásico.[10]

## Filogenia
Las relaciones entre cinco grupos de pteridospemas son aproximadamente las siguientes:
|  | Corystospermales †                                              |
|  |                                                                 |
|  | \| \| Acrogymnospermae \| \| \| \| \| \| Anthophyta \| \| \| \| |
|  |                                                                 |
|  | Acrogymnospermae                                                |
|  |                                                                 |
|  | Anthophyta                                                      |
|  |                                                                 |

|  | Acrogymnospermae |
|  |                  |
|  | Anthophyta       |
|  |                  |

|  | Corystospermales †                                              |
|  |                                                                 |
|  | \| \| Acrogymnospermae \| \| \| \| \| \| Anthophyta \| \| \| \| |
|  |                                                                 |
|  | Acrogymnospermae                                                |
|  |                                                                 |
|  | Anthophyta                                                      |
|  |                                                                 |

|  | Acrogymnospermae |
|  |                  |
|  | Anthophyta       |
|  |                  |

|  | Corystospermales †                                              |
|  |                                                                 |
|  | \| \| Acrogymnospermae \| \| \| \| \| \| Anthophyta \| \| \| \| |
|  |                                                                 |
|  | Acrogymnospermae                                                |
|  |                                                                 |
|  | Anthophyta                                                      |
|  |                                                                 |

|  | Acrogymnospermae |
|  |                  |
|  | Anthophyta       |
|  |                  |

|  | Corystospermales †                                              |
|  |                                                                 |
|  | \| \| Acrogymnospermae \| \| \| \| \| \| Anthophyta \| \| \| \| |
|  |                                                                 |
|  | Acrogymnospermae                                                |
|  |                                                                 |
|  | Anthophyta                                                      |
|  |                                                                 |

|  | Acrogymnospermae |
|  |                  |
|  | Anthophyta       |
|  |                  |

|  | Corystospermales †                                              |
|  |                                                                 |
|  | \| \| Acrogymnospermae \| \| \| \| \| \| Anthophyta \| \| \| \| |
|  |                                                                 |
|  | Acrogymnospermae                                                |
|  |                                                                 |
|  | Anthophyta                                                      |
|  |                                                                 |

|  | Acrogymnospermae |
|  |                  |
|  | Anthophyta       |
|  |                  |

|  | Corystospermales †                                              |
|  |                                                                 |
|  | \| \| Acrogymnospermae \| \| \| \| \| \| Anthophyta \| \| \| \| |
|  |                                                                 |
|  | Acrogymnospermae                                                |
|  |                                                                 |
|  | Anthophyta                                                      |
|  |                                                                 |

|  | Acrogymnospermae |
|  |                  |
|  | Anthophyta       |
|  |                  |

|  | Corystospermales †                                              |
|  |                                                                 |
|  | \| \| Acrogymnospermae \| \| \| \| \| \| Anthophyta \| \| \| \| |
|  |                                                                 |
|  | Acrogymnospermae                                                |
|  |                                                                 |
|  | Anthophyta                                                      |
|  |                                                                 |

|  | Acrogymnospermae |
|  |                  |
|  | Anthophyta       |
|  |                  |

|  | Corystospermales †                                              |
|  |                                                                 |
|  | \| \| Acrogymnospermae \| \| \| \| \| \| Anthophyta \| \| \| \| |
|  |                                                                 |
|  | Acrogymnospermae                                                |
|  |                                                                 |
|  | Anthophyta                                                      |
|  |                                                                 |

|  | Acrogymnospermae |
|  |                  |
|  | Anthophyta       |
|  |                  |

|  | Corystospermales †                                              |
|  |                                                                 |
|  | \| \| Acrogymnospermae \| \| \| \| \| \| Anthophyta \| \| \| \| |
|  |                                                                 |
|  | Acrogymnospermae                                                |
|  |                                                                 |
|  | Anthophyta                                                      |
|  |                                                                 |

|  | Acrogymnospermae |
|  |                  |
|  | Anthophyta       |
|  |                  |

|  | Corystospermales †                                              |
|  |                                                                 |
|  | \| \| Acrogymnospermae \| \| \| \| \| \| Anthophyta \| \| \| \| |
|  |                                                                 |
|  | Acrogymnospermae                                                |
|  |                                                                 |
|  | Anthophyta                                                      |
|  |                                                                 |

|  | Acrogymnospermae |
|  |                  |
|  | Anthophyta       |
|  |                  |

|  | Corystospermales †                                              |
|  |                                                                 |
|  | \| \| Acrogymnospermae \| \| \| \| \| \| Anthophyta \| \| \| \| |
|  |                                                                 |
|  | Acrogymnospermae                                                |
|  |                                                                 |
|  | Anthophyta                                                      |
|  |                                                                 |

|  | Acrogymnospermae |
|  |                  |
|  | Anthophyta       |
|  |                  |

|  | Corystospermales †                                              |
|  |                                                                 |
|  | \| \| Acrogymnospermae \| \| \| \| \| \| Anthophyta \| \| \| \| |
|  |                                                                 |
|  | Acrogymnospermae                                                |
|  |                                                                 |
|  | Anthophyta                                                      |
|  |                                                                 |

|  | Acrogymnospermae |
|  |                  |
|  | Anthophyta       |
|  |                  |

|  | Corystospermales †                                              |
|  |                                                                 |
|  | \| \| Acrogymnospermae \| \| \| \| \| \| Anthophyta \| \| \| \| |
|  |                                                                 |
|  | Acrogymnospermae                                                |
|  |                                                                 |
|  | Anthophyta                                                      |
|  |                                                                 |

|  | Acrogymnospermae |
|  |                  |
|  | Anthophyta       |
|  |                  |

|  | Corystospermales †                                              |
|  |                                                                 |
|  | \| \| Acrogymnospermae \| \| \| \| \| \| Anthophyta \| \| \| \| |
|  |                                                                 |
|  | Acrogymnospermae                                                |
|  |                                                                 |
|  | Anthophyta                                                      |
|  |                                                                 |

|  | Acrogymnospermae |
|  |                  |
|  | Anthophyta       |
|  |                  |

|  | Corystospermales †                                              |
|  |                                                                 |
|  | \| \| Acrogymnospermae \| \| \| \| \| \| Anthophyta \| \| \| \| |
|  |                                                                 |
|  | Acrogymnospermae                                                |
|  |                                                                 |
|  | Anthophyta                                                      |
|  |                                                                 |

|  | Acrogymnospermae |
|  |                  |
|  | Anthophyta       |
|  |                  |

|  | Corystospermales †                                              |
|  |                                                                 |
|  | \| \| Acrogymnospermae \| \| \| \| \| \| Anthophyta \| \| \| \| |
|  |                                                                 |
|  | Acrogymnospermae                                                |
|  |                                                                 |
|  | Anthophyta                                                      |
|  |                                                                 |

|  | Acrogymnospermae |
|  |                  |
|  | Anthophyta       |
|  |                  |

El grupo extinto Calamopityales, el cual no figura en este cladograma, se ha considerado pteridosperma en razón de su madera monoxílica, y aunque no se han encontrado semillas ni polen, podría ser un grupo hermano de Lyginopteridales.